# On wrócił (film)
On wrócił (niem. Er ist wieder da) – niemiecki film komediowy z 2015 roku w reżyserii Davida Wnendta, zrealizowany na podstawie powieści Timura Vermesa pod tym samym tytułem. Zdjęcia kręcono m.in. w Berlinie i Monachium.
Premiera miała miejsce 6 października 2015 roku w Berlinie, a 8 października film trafił na ekrany niemieckich kin. Liczba widzów wynosi ponad 2,4 miliona. 10 czerwca 2018 film miał swoją premierę w telewizji FTA na kanale ProSieben.

## Fabuła
W 2014, 69 lat po zakończeniu II wojny światowej, Adolf Hitler budzi się w Berlinie całkowicie zdrowy. Ze względu na zmienione środowisko i ludzi, jest on na razie dość zdezorientowany. Właściciel kiosku zapewnia mu tymczasowe schronienie. Czytając gazetę w kiosku, Hitler spotyka się z zupełnie innymi Niemcami, co jest sprzeczne z jego ideologią i co mu się nie podoba. Ponadto wszystkie osoby, które spotyka, traktują go jedynie jako nazistowskiego naśladowcę.
Niedaleko miejsca, w którym budzi się Hitler, pracownik niezależnej stacji MyTV, Fabian Sawatzki, kręci dokument o dzieciach w centrum Berlina. Ponieważ materiał nie podoba się przełożonemu, Sawatzki zostaje zwolniony. Po ponownym przejrzeniu nakręconego materiału odkrywa Hitlera w tle. Kiedy Sawatzki znajduje Hitlera w kiosku, przedstawia mu propozycję stworzenia programu telewizyjnego wraz z nim, który miałby przywrócić mu pracę w MyTV. Obaj wyruszają w podróż do różnych miejsc w Niemczech, gdzie Hitler jest filmowany podczas rozmów z ludnością.
Po powrocie do Berlina Sawatzki przedstawia Hitlera i nakręcony materiał kierownictwu stacji. Entuzjastycznie nastawiona do Hitlera, przewodnicząca Katja Bellini postanawia pozwolić mu występować w swoim pierwszym zadaniu w już znanej audycji Krass, Alter. W biurze stacji otrzymuje sekretarkę, która ma mu wytłumaczyć tajniki internetu. Hitler stopniowo znajduje się w teraźniejszości i odbywa pierwsze występy na estradzie. Wraca także do swoich dawnych planów przejęcia dominacji nad światem, ale zamiast tego staje się mniej lub bardziej nieumyślnie wielką komediową gwiazdą, o którą pytają w krótkim czasie wszystkie najważniejsze media. Istnieją jednak również pierwsze wątpliwości dotyczące domniemanego aktora, którego nikt wcześniej nie doświadczył w swojej rzekomej roli.
Gdy Frank Plasberg konfrontuje Hitlera z filmem, w którym Hitler strzela do małego psa, jego występ zostaje przerwany, a on traci wciąż świeżą popularność. Z powodu tego incydentu Katja Bellini traci pracę w stacji i musi oddać swój stołek swojemu milczącemu rywalowi Christophowi Sensenbrinkowi. Równolegle z innymi występami telewizyjnymi, które ukończył, aby odświeżyć jego reputację po psim wideo, pisze książkę o czasie po jego ponownym pojawieniu się. Z pomocą Katji Bellini książka staje się bestsellerem. Niedługo potem książka zostaje nawet sfilmowana wraz z MyTV i Sensenbrinkiem z powodu straty liczby widzów po utracie reputacji przez Hitlera.
Kiedy Hitler opuszcza hotel, gdzie stacja go umieściła, wyjeżdża ze swoją sekretarką Franziską Krömeier, z którą związał się Sawatzki. Kiedy się wprowadza, obłąkana babka Franziski rozpoznaje prawdziwego Adolfa Hitlera. Po tym, jak Hitler i Sawatzki opuścili mieszkanie, Sawatzki zauważył ze złością, że rzekomy aktor nadal odgrywa swoją rolę nawet po tym wydarzeniu. Zaskoczony tym, a także z powodu reakcji babci Franziski i obecnych wątpliwości dotyczących tego człowieka, wyrażanych przez pracowników stacji, Sawatzki rozpoczyna dochodzenie.
Przed studiem filmowym Hitler, który jest także postrzegany przez neonazistów jako komik, zostaje przez nich pobity. Będąc hospitalizowany, zostaje obwołany jako rodzaj męczennika demokracji. Podczas gdy Hitler jest w szpitalu, Sawatzki ponownie ogląda materiał wideo od dnia, w którym Hitler pojawił się w Berlinie. Stwierdził, że właśnie pojawił się znikąd, a jedynie cień światła wskazuje na ten incydent. Kiedy Sawatzki znajduje wypalone liście w tym samym miejscu, gdzie zobaczył światło na taśmie, a także znak wskazujący, że Führerbunker kiedyś tam stał, uświadamia sobie, że to prawdziwy Adolf Hitler. Zszokowany jego wglądem, rzuca się do szpitala, z którego Hitler został w międzyczasie zwolniony. Tylko Bellini jest nadal w pokoju, ale nie wierzy całkowicie rozzłoszczonemu Sawatzkiemu. Personel szpitala doprowadza go na zamknięty oddział psychiatryczny.
Ekranizacja książki została zakończona, a Hitler wyobraża sobie, że jest na drodze zwycięstwa. Jest bardziej popularny niż kiedykolwiek i widzi Niemcy w stanie gotowości do powrotu do władzy, choć ludzie nadal wierzą, że jest tylko aktorem. Film kończy się słowami Hitlera „Damit kann man arbeiten (Nad takim ludem można pracować)”, podczas gdy widzowie zobaczą między innymi obrazy faktycznej przemocy politycznej i nazistowskich aktów przemocy i demonstracji.

## Obsada
- Oliver Masucci: Adolf Hitler
- Fabian Busch: Fabian Sawatzki
- Katja Riemann: Katja Bellini
- Christoph Maria Herbst: Christoph Sensenbrink
- Franziska Wulf: Franziska Krömeier
- Michael Kessler: Michael Witzigmann
- Thomas Thieme: Szef stacji telewizyjnej Kärrner
- Michael Ostrowski: Rico Mancello
- Lars Rudolph: Właściciel kiosku
- Ramona Kunze-Libnow: Matka Sawatzkiego
- Gudrun Ritter: Babcia Krömeier
- Stephan Grossmann: Prokurator Göttlicher
- Christoph Zrenner: Gerhard Lümmlich
- Christian Harting: Redaktor naczelny
- Maximilian Strestik: Ulf Birne (NPD)
- Jakob Bieber: Jüngelchen
- epizody: Klaas Heufer-Umlauf, Joko Winterscheidt, Frank Plasberg, Daniel Aminati, Jörg Thadeusz, Roberto Blanco, Micaela Schäfer, Dagi Bee, Freshtorge, Robert Hofmann, Joyce Ilg, Andrea Nahles, Nina Proll